# 224 до н. е.

## Події
- Римські консули Квінт Фульвій Флакк та Тіт Манлій Торкват.
- У давньоіндійській Імперії Маур'їв став правити Сампраті.

### Астрономічні явища
- 25 червня. Повне сонячне затемнення.[1]
- 20 грудня. Кільцеподібне сонячне затемнення.[1]

## Померли
- Дашаратха Маур'я, правитель індійської Імперії Маур'їв